# Diecezja Altoona-Johnstown
Diecezja Altoona-Johnstown (łac. Dioecesis Altunensis-Johnstoniensis, ang. Diocese of Altoona-Johnstown) – diecezja Kościoła rzymskokatolickiego w metropolii Filadelfia w Stanach Zjednoczonych. Swym zasięgiem obejmuje środkową część stanu Pensylwania. 

## Historia
Diecezja została kanonicznie erygowana 30 maja 1901 roku przez papieża Leona XIII jako diecezja Altoona. Wyodrębniono ją z diecezji Pittsburgh i Harrisburg. Pierwszym ordynariuszem został kapłan z diecezji Scranton Eugene Augustine Garvey (1845–1920). Od 9 października 1957 diecezja nosi obecną nazwę. Konkatedrą został wówczas kościół pod wezwaniem św. Jana Gwalberta w Johnstown.

## Główne świątynie
- Katedra: Katedra Najświętszego Sakramentu w Altoona
- Konkatedra: Konkatedra św. Jana Gwalberta w Johnstown
- Bazylika mniejsza: Bazylika św. Michała Archanioła w Loretto

## Biskupi diecezjalni
- Eugene Augustine Garvey (1901–1920)
- John Joseph McCort (1920–1936)
- Richard Thomas Guilfoyle (1936–1957)
- Howard Joseph Carroll (1957–1960)
- Joseph Carroll McCormick (1960–1966)
- James John Hogan (1966–1986)
- Joseph Adamec (1987–2011)
- Mark Bartchak (od 2011)

## Przypadki wykorzystywania seksualnego
W roku 1994 ława przysięgłych uznała biskupa Hogana i diecezję Altoona-Johnstown za odpowiedzialnych zaniedbań w stosunku do przestępstw popełnionych przez katolickiego księdza Francisa Luddy'ego. Ława stwierdziła, iż diecezja wiedziała o molestowaniu dzieci, a ignorowanie zarzutów pedofilii wśród księży było przyjętą praktyką.